# مفتاح موسيقي قريب

دائرة الخامسات

المفاتيح الموسيقية القريبة هي السلالم الموسيقية الكبيرة والصغيرة والتي لها نفس دليل المفاتيح.
بالتالي فإن السلالم الموسيقية الكبيرة والصغيرة التي لها نفس المفاتيح، يقال أن بينها صلة قرابة.